# قضبان أصفر
القَضْبَان الأصفر أو التَّامُول الأصفر (الاسم العلمي: Betula alleghaniensis) هو شجر من فصيلة القضبانية. متوسط العمر المتوقع له هو 150 سنة.

## الوصف
شجرة انتشار، هرمية الشكل ومن الأعلى غير منتظمة وكبيرة. أكبر أنواع شجر القضبان حجماً في كيبيك. أوراقها عطرية، لحائها بني مصفر، رقيق وفواح. تحتاج الشجرة إلى الرطوبة العالية.

### الأبعاد
- الطول : 25 متر
- العرض : 15 متر

### المورفولوجيا
- المظهر : شجرة دائرية غير منتظمة.
- اللحاء  : بني مصفر ورقيق، ينفصل على شكل أوراق صغيرة في الصغر، وعندما يتقدم في العمر يشكل حوافاً خشنة على طول الألواح الصلبة.
- الأغصان : كبيرة ومنتشرة على النهايات المتدلية .
- البراعم : تتكون من قشور بلونين مختلفين على كل منها.
- الأوراق : بيضاوية ومسننة، تشكل ما يقارب من 8 - 11 سم مع الجزء العلوي الأخضر والجزء السفلي الباهت قليلاً.
- الثمار : زهرة الصفصاف (الإناث) مرتبة بشكل مخروطي يصل طوله إلى 3 سم، تنضج في سبتمبر وتتساقط في الخريف.
- التجذر : بالرغم من تجذرها السطحي، إلا أن عملية غرسها عملية صعبة.
- الأزهار : تتفتح في فصل الربيع، زهرة الصفصاف المخضرة (الذكور)، يصل طولها إلى 2 سم وعرضها من 2 إلى 3 ملم، وقد يصل طولها إلى 8 سم أثناء التلقيح. زهرة الصفصاف (الإناث) من 1.5 إلى 2 سم وتنتصب أثناء التلقيح.

## معرض صور

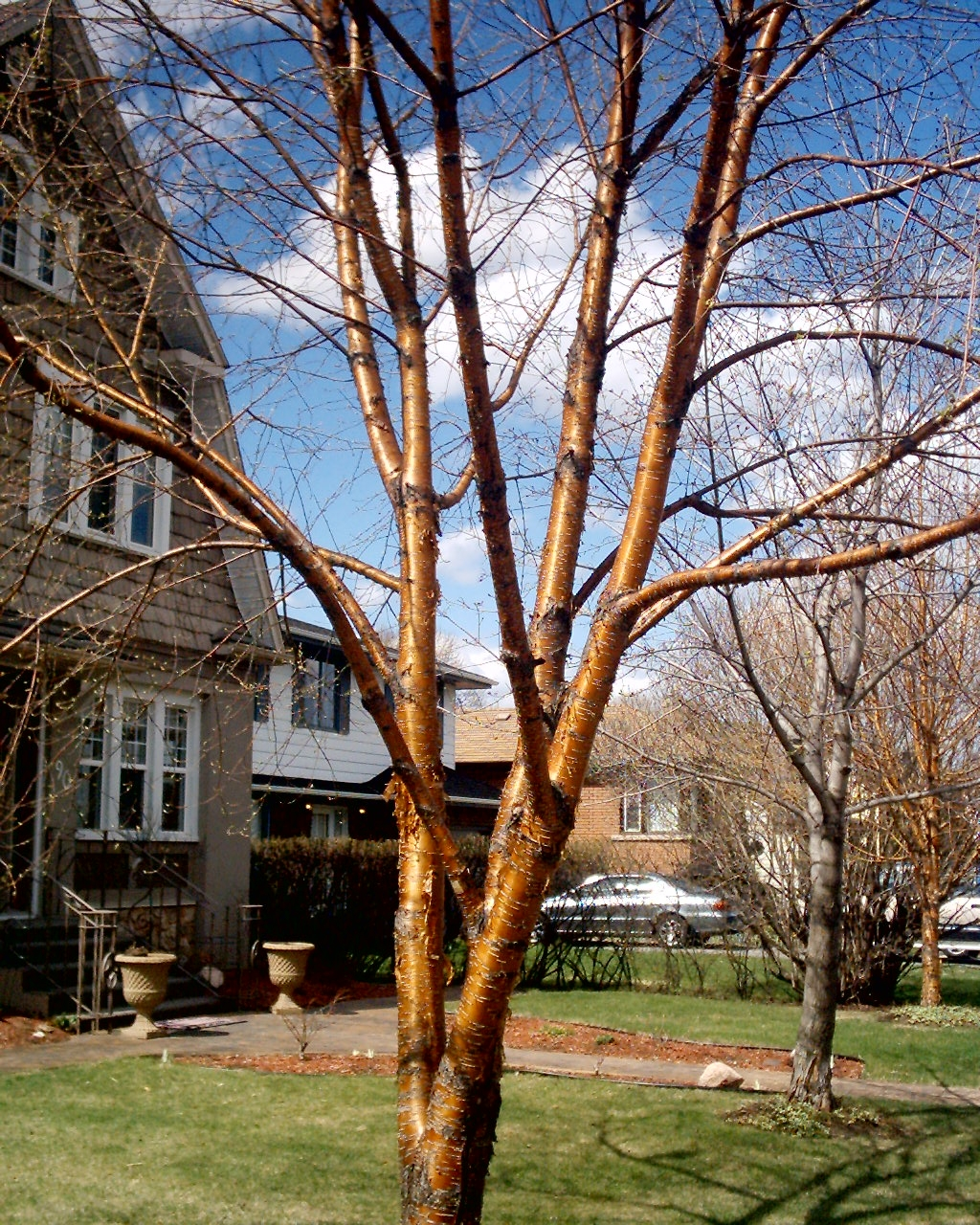
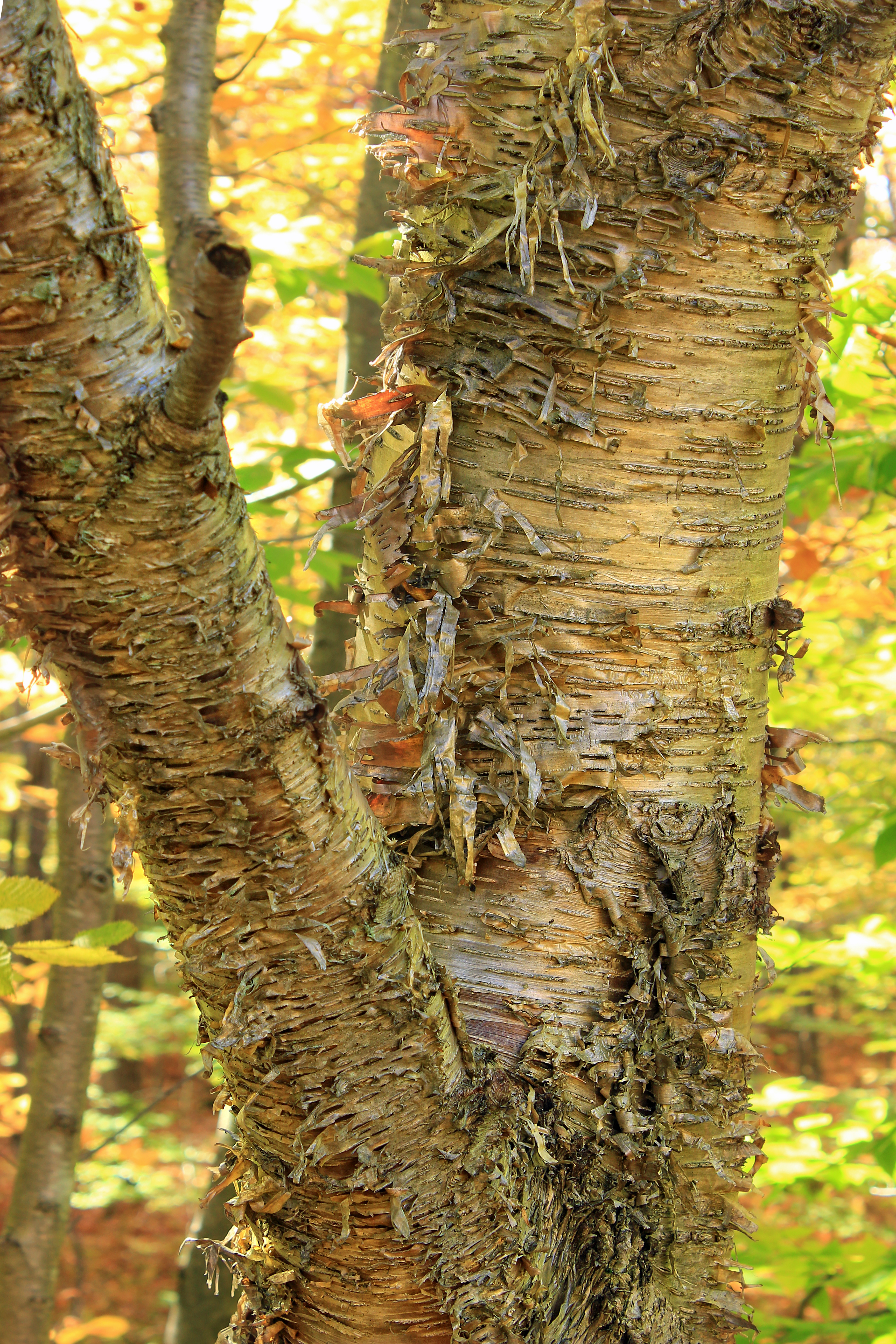
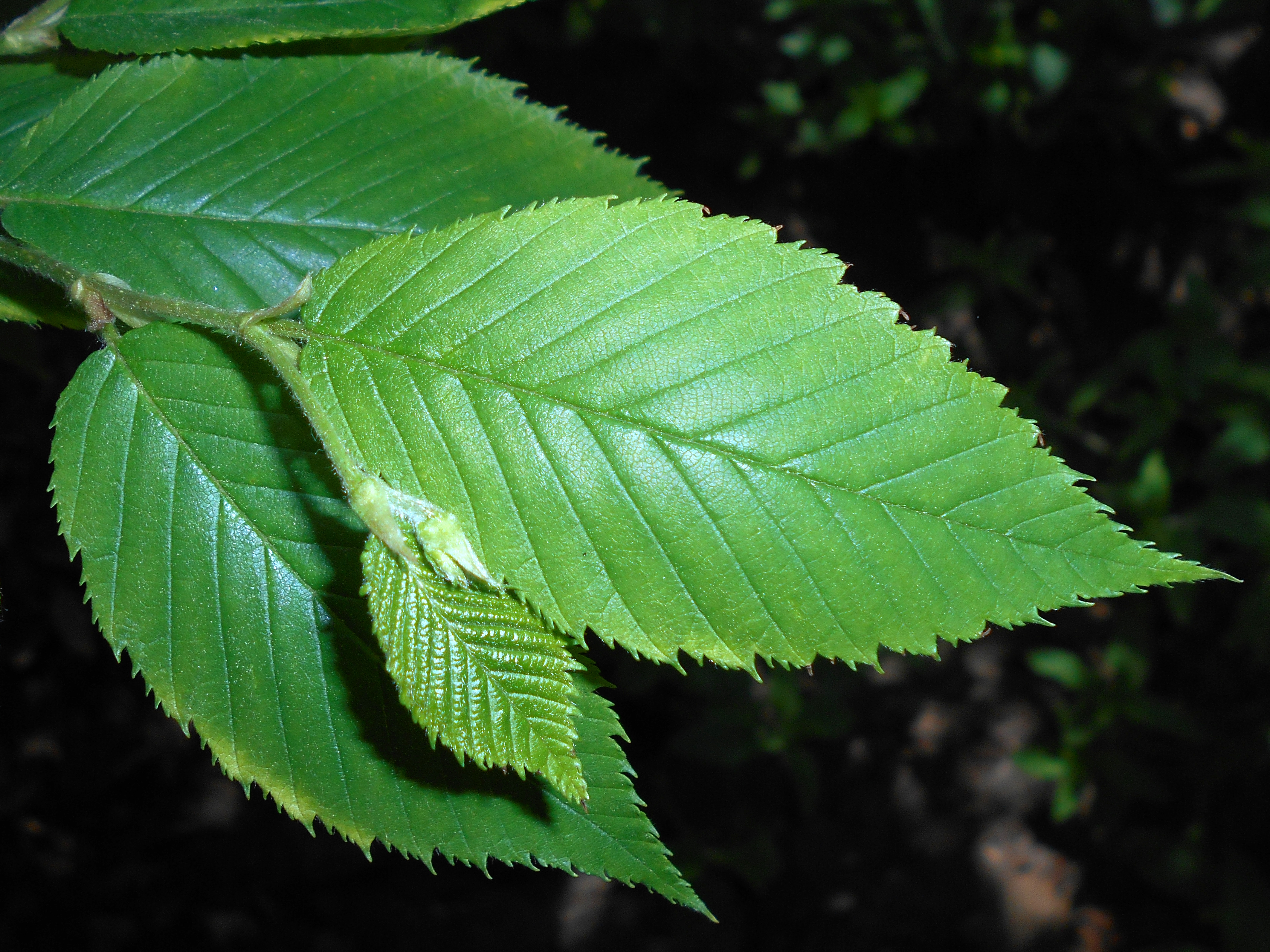
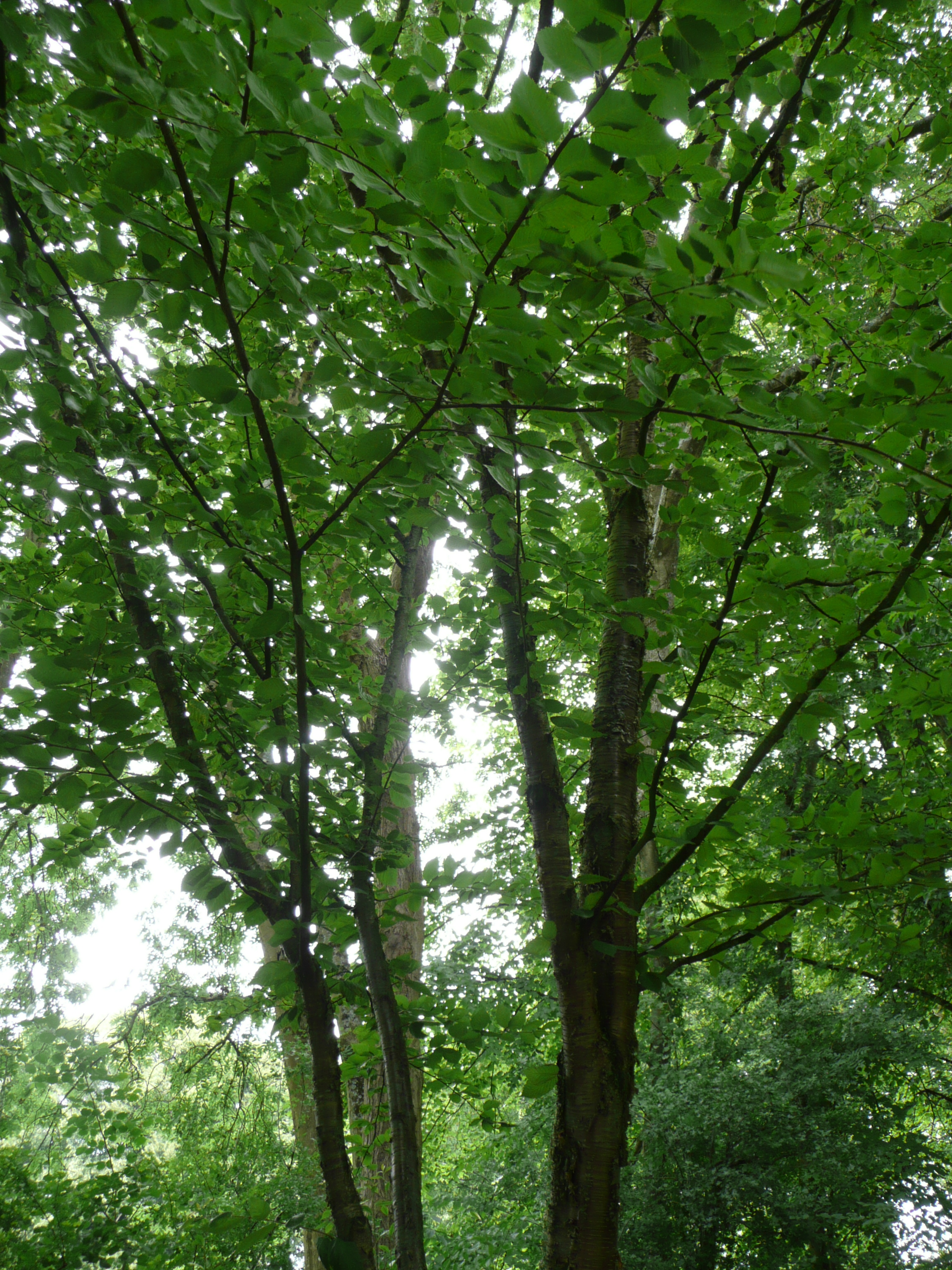
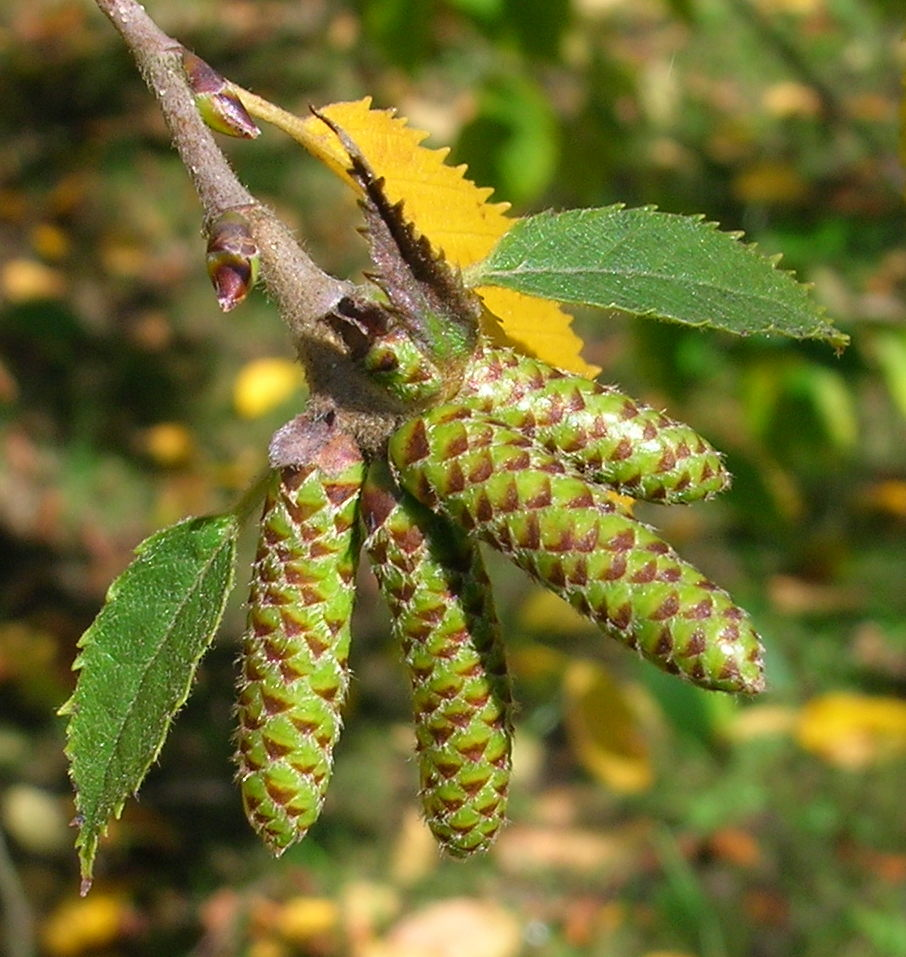